# Upplysningskritik
Upplysningskritik betecknar kritiken av upplysningsfilosofi och upplysningsfilosofiska axiom så som de formulerades av upplysningstidens tänkare, som exempelvis Immanuel Kant.
Gemensamt för upplysningskritiker är att de identifierar upplysningen som antingen ett inkomplett projekt och därav delvis skadligt projekt. Eller anser upplysningen vara ett helt igenom skadligt projekt för människan, som snarare kuvar, eller alltmer kuvar henne, snarare än att verka frigörande för människan. Vissa som är upplysningskritiska är också antipolitiska och ekonomikritiska.

## Vanliga kritiska invändningar mot upplysningen
Ett par vanliga kritiska invändningar följer nedan:
- Upplysningsvetenskapen presenterar sig som ett opartiskt sanningssökande om naturen i sig, men genom att frikoppla sig från naturen bär upplysningen fröet till sin egen undergång, till följd av att naturen blir någonting som behandlas som intet mer än en anhopning resurser redo att exploateras i all evighet.[4][7]
- Upplysningens eget metanarrativ är stöpt som en berättelse om en "inneboende framåtskridande rörelse" mot "frihet" och "demokrati", men de facto utvecklar moderna stater kontrollsystem och en byråkratisk administration som alltmer utökar sin kontroll över den enskilda människan.[1][4] (Exempelvis massövervakningen i moderna västerländska samhällen.)
- Upplysningens statsapparater klappade sig på axlarna gällande sin förmåga att etablera ett fritt flöde av "arbete", "kapital", och "varor", genom enclosurerörelsen och utökningar av jordbruket. Det gjorde att Englands bönder blev helt maktlösa och tvungna att under villkor inte dikterade av dem själva, sälja sin tid och arbetskraft.[1]
- Västerlandets länder har spridit sin religion, kunskap och kultur till utvecklingsländer, men denna process har också långtgående varit ett alibi för kolonialism, rasifiering och kommodifiering av människor.[8][1]
- Trots att upplysningen lovade ständig förbättring gällande såväl moral som teknik och samhälleligt välmående visade 1800 och 1900-talen på tidigare helt osedda nivåer av statssponsrat våld och exploatering av människan.[1]

## Kända upplysningskritiker
- Nietzsche.[2]
- Mary Wollstonecraft.[9]